# Caça esportiva
Caça esportiva, caça recreativa ou ainda caça ao troféu é um tipo de caça onde os animais selvagens são valorizados como troféus. Partes do animal caçado são mantidas e exibidas pelo caçador para homenagear o animal e lembrar a experiência da caça. O animal visado, conhecido como "caça", é tipicamente um espécime macho adulto de uma espécie popular de interesse colecionável, geralmente de tamanhos grandes, portadores de  chifres/galhas ou peles/crinas magníficas, reafirmando a natureza da conservação por trás desse tipo de caça. Geralmente, apenas algumas partes do animal são mantidas como troféus (a cabeça, pele, presas, chifres ou galhadas), são montadas por um taxidermista.
Troféus são frequentemente exibidos em salas de troféus ou salas de jogos, ou em salas de armas junto com a coleção de armas do caçador.
A caça esportiva é a busca e o abate seletivo de animais selvagens como troféus para figurarem como parte de coleções particulares, ostentação ou como um símbolo de status. Também pode incluir a polêmica caça de animais em cativeiro ou semi-cativos expressamente criados e em condições controladas ou semi-controladas para atingirem características de troféu; isso às vezes é conhecido como caça enlatada.

## Questões e efeitos legais
A caça esportiva é legal em muitos países, por meio de políticas que garantem que as práticas de caça se alinhem ao uso sustentável dos recursos naturais do país. As restrições sobre as espécies que podem ser caçadas (por exemplo, espécies protegidas como ursos pardos na União Europeia), são geralmente baseadas em populações, épocas de caça, número de licenças disponíveis e tipos de armas, calibres e procedimentos de caça, garantindo a ética da caça. Permissões e consentimento do governo também são necessários. No entanto, alguns países como Costa Rica,
Em 2001, Botswana instituiu uma proibição de um ano de caça de leões. Anteriormente, eles permitiam a caça de cinquenta leões por ano, o que causava uma escassez de machos maduros na população, pois os caçadores preferiam os leões com as maiores jubas. Após a proibição, o Safari Club International, que inclui como membro o ex-presidente George H. W. Bush, pressionou com sucesso o governo de Botsuana para reverter a proibição.
Botswana novamente baniu a caça de troféus em 2014, e agora os aldeões alegam que não recebem nenhuma renda de caçadores de troféus, sofrem com campos de colheita danificados causados por elefantes, búfalos e leões estão matando seu gado.

## Statuslegal

### Brasil
A caça comercial foi proibida no Brasil em 1967, pela lei que ficou conhecida como 'Lei de Proteção à Fauna'.
Desde 1967, a caça comercial, aquela praticada para abastecer o mercado de couro, peles e carne, é proibida por lei. Já a caça esportiva deixou de ser realizada no país em 2008, após uma decisão da Justiça. No Brasil, com exceção de indígenas e de casos especiais autorizados pelo poder público (como o do javali, que é uma espécie invasora), caçar é crime.

### Moçambique
A caça é permitida à noite, com luz artificial, mas apenas para leão, leopardo, crocodilo e porco-do-mato. A caça de animais fêmeas, jovens e/ou imaturos é proibida; cada caçador pode trazer um máximo de três armas de fogo para Moçambique com um máximo de 100 cartuchos de munição por arma de fogo. A restrição da companhia aérea é de 11 libras de munição. Não são permitidas armas de fogo automáticas, semiautomáticas ou militares.
Devido à caça ilegal, agora pesquisadores tentam entender a genética dos elefantes que nascem sem presas – e as consequências dessa característica para a espécie.

### Portugal
A caça é permitida em Portugal mesmo sem ser titular de Carta de Caçador portuguesa, desde que esteja habilitado a caçar no país onde reside e não tenha cometido infrações à lei da caça. Tem, para o efeito, de obter junto de um balcão do ICNF uma Licença especial, i.e. “Licença para não residentes”.
Em cada época venatória, só se permite a caça de espécies cinegéticas identificadas em portaria do ministro da Agricultura, Desenvolvimento Rural e Pescas. Se alguém exercer a caça sem carta de caçador, em estado de embriaguez ou sob a influência de álcool, estupefacientes, substâncias psicotrópicas ou produtos com efeito análogo e desse modo gerar perigo para outrem ou para bens patrimoniais alheios de valor elevado é punível com pena de prisão ou de multa.

## Oposição

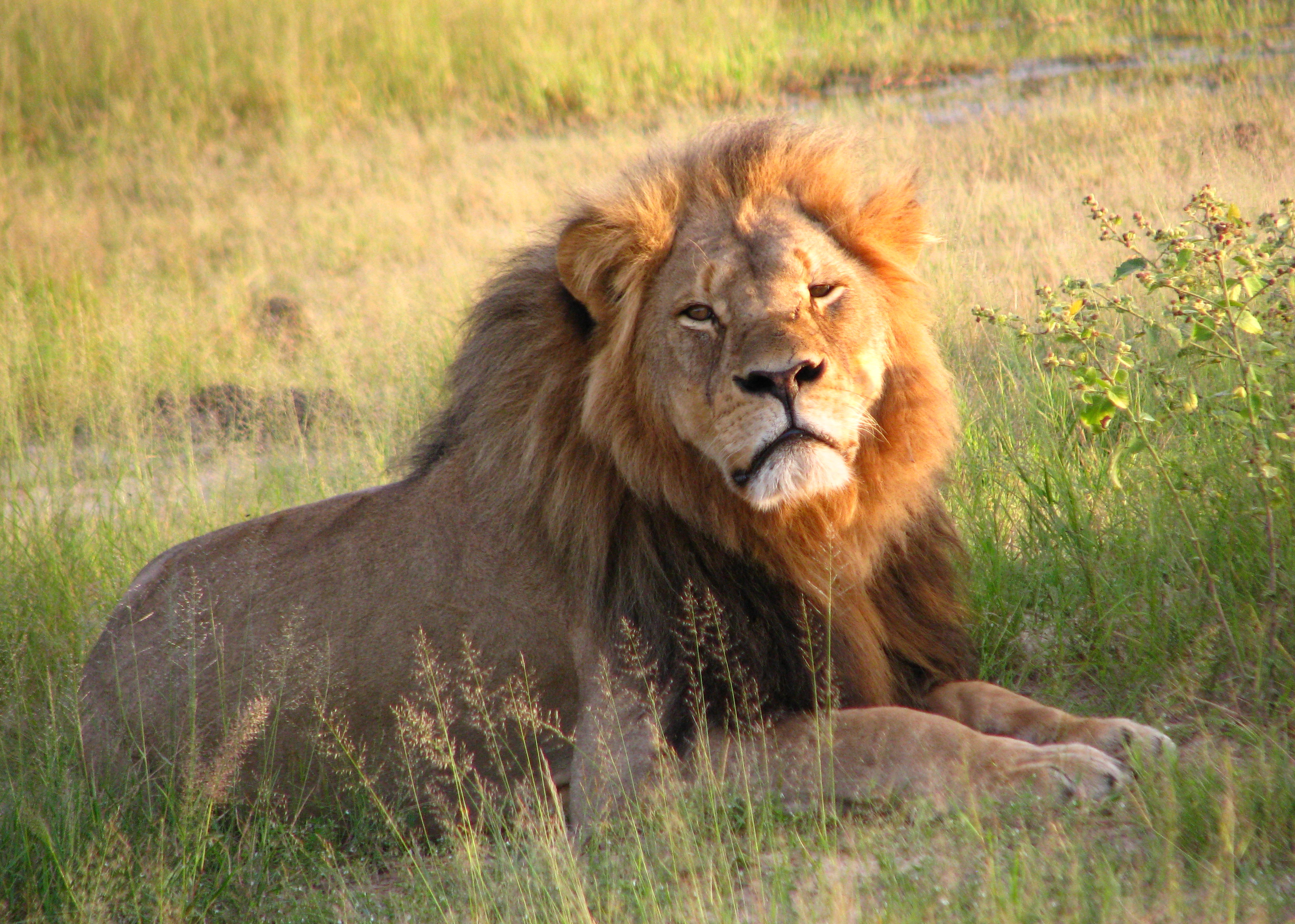
Leão Cecil no Parque Nacional Hwange, no Zimbábue, foi abatido por um caçador estadunidense gerando uma onda de indignação por ambientalistas e celebridades

A caça ao troféu é mais frequentemente criticada quando envolve animais raros ou ameaçados. Os oponentes também podem ver a caça ao troféu como uma questão de moralidade.
Há também um debate sobre até que ponto a caça aos troféus beneficia a economia local. Os caçadores pagam taxas substanciais aos fornecedores de caça e guias de caça, o que contribui para a economia local e agrega valor aos animais que, de outra forma, seriam vistos como competição por pastagens, gado e colheitas. No entanto, o argumento é contestado por organizações de bem-estar animal e outros oponentes da caça de troféus. Argumenta-se que os animais valem mais para a comunidade para ecoturismo do que a caça.
Os opositores expressam fortes opiniões contra a caça de troféus com base na crença de que é imoral e carece de contribuição financeira para as comunidades afetadas pela caça de troféus e para os esforços de conservação. A National Geographic publicou um relatório em 2015 que diz que a corrupção do governo, especialmente no Zimbábue, impede que as taxas de caça de elefantes sejam destinadas a quaisquer esforços de conservação, com as autoridades mantendo as taxas para si mesmas. Os governos também ocupam mais áreas de vida selvagem para lucrar com a caça furtiva e a caça de troféus. Da mesma forma, um relatório de 2017 da Economists at Large, com sede na Austrália, diz que a caça aos troféus representou menos de um por cento da receita do turismo em oito países africanos. According to an IUCN report from 2009, surrounding communities in West Africa receive little benefit from the hunting-safari business. Alguns autores descobriram que havia uma percepção geralmente negativa da prática em muitos setores da população geral dos EUA em 2018. A atenção tem sido atraída, tanto a popular quanto a acadêmica, para a ética da caça e suas instalações. De um modo geral, os argumentos éticos contra as práticas de caça os enquadram como exploradores e abusivos contra os animais.
Foram encontradas evidências de que a caça selvagem pode afetar a saúde reprodutiva, genética e social das espécies animais, por exemplo, aumentando a agressão entre os membros das espécies, porque os caçadores geralmente matam o macho maior ou mais significativo de uma espécie. A remoção dos animais mais significativos (por causa do tamanho de seus chifres ou crina, por exemplo) pode afetar a saúde de uma população de espécies. Rob Knell afirma que "machos de alta qualidade com grandes traços sexuais secundários tendem a gerar uma alta proporção da prole, seus 'bons genes' podem se espalhar rapidamente, de modo que populações de animais fortemente selecionados sexualmente podem se adaptar rapidamente a novos ambientes. Remover esses machos reverte o efeito e pode ter consequências graves e não intencionais. Se a população está tendo que se adaptar a um novo ambiente e você remover mesmo uma pequena proporção desses machos de alta qualidade, você pode levá-los à extinção".
Em 2016, o Comitê de Recursos Naturais da Câmara dos EUA concluiu que a caça esportiva pode estar contribuindo para a extinção de certos animais. O relatório de 25 páginas é chamado Missing the Mark.
Nnimmo Bassey, Ativista ambiental nigeriano e diretor da Fundação Saúde da Mãe Terra, afirmou em 2017 que "a vida selvagem na África foi dizimada por caçadores de troféus".
Grupos conservacionistas como IFAW e HSUS afirmam que a caça esportiva é um fator chave na "extinção silenciosa" das girafas.
De acordo com Jeff Flocken, a análise da IFAW do banco de dados da Convenção sobre o Comércio Internacional de Espécies Ameaçadas (CITES), 1,7 milhão de animais foram mortos por caçadores de troféus entre 2004 e 2014, com cerca de 200.000 deles sendo membros de espécies ameaçadas.
A caça de troféus é contestada pelo grupo In Defense of Animals com base em que os caçadores de troféus não visam a conservação, mas sim a glória de caçar e matar os maiores e mais raros animais. Eles afirmam que os caçadores de troféus não estão interessados em salvar animais ameaçados de extinção e estão mais do que dispostos a pagar preços muito altos por licenças para matar membros de uma espécie ameaçada. Existe uma organização que faz campanha contra a "caça enlatada" na África do Sul.
A David Sheldrick Wildlife Trust, uma organização de conservação de elefantes, acredita que os elefantes trazem uma receita significativamente maior dos turistas que querem vê-los vivos. Seu relatório de 2013 afirmou que "vivos, eles beneficiam as comunidades e a economia local; mortos eles beneficiam grupos criminosos e até terroristas".